# 小行星6774
小行星6774（英語：6774 Vladheinrich）是一颗围绕太阳公转的小行星。1988年11月4日，安東寧·姆爾科斯在克列特发现了此天体。
这颗小行星的绝对星等为83.51254等。